# Königseggwald
Königseggwald – miejscowość i gmina w Niemczech, w kraju związkowym Badenia-Wirtembergia, w rejencji Tybinga, w regionie Bodensee-Oberschwaben, w powiecie Ravensburg, wchodzi w skład związku gmin Altshausen. Leży ok. 5 km od Ostrach.

## Historia
Miejscowość Wald była od roku 1000 ważnym miejscem pochówku dla klasztoru Reichenau. Później została sprzymierzona z pałacem Königsegg. Od 1174 władzę sprawowali Panowie z Fronhofen (później nazwali się Panami z Königsegg). Ziemie na własność kupili w 1311 a oddali władzom w 1681.
Od 1972 gmina należy do związku gmin Altshausen.

## Herb

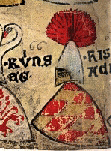
Herb z 1340

Obecny herb został przyjęty 21 kwietnia 1975.
Czerwono-złote romby są herbem Panów z Königsegg, natomiast zielona jodła nawiązuje do nazwy –wald (pol. las).

## Zabytki
- pałac Panów z Königsegg, budowany w latach 1765–1770 z konsultacjami z Pierre Michel d’Ixnardem.

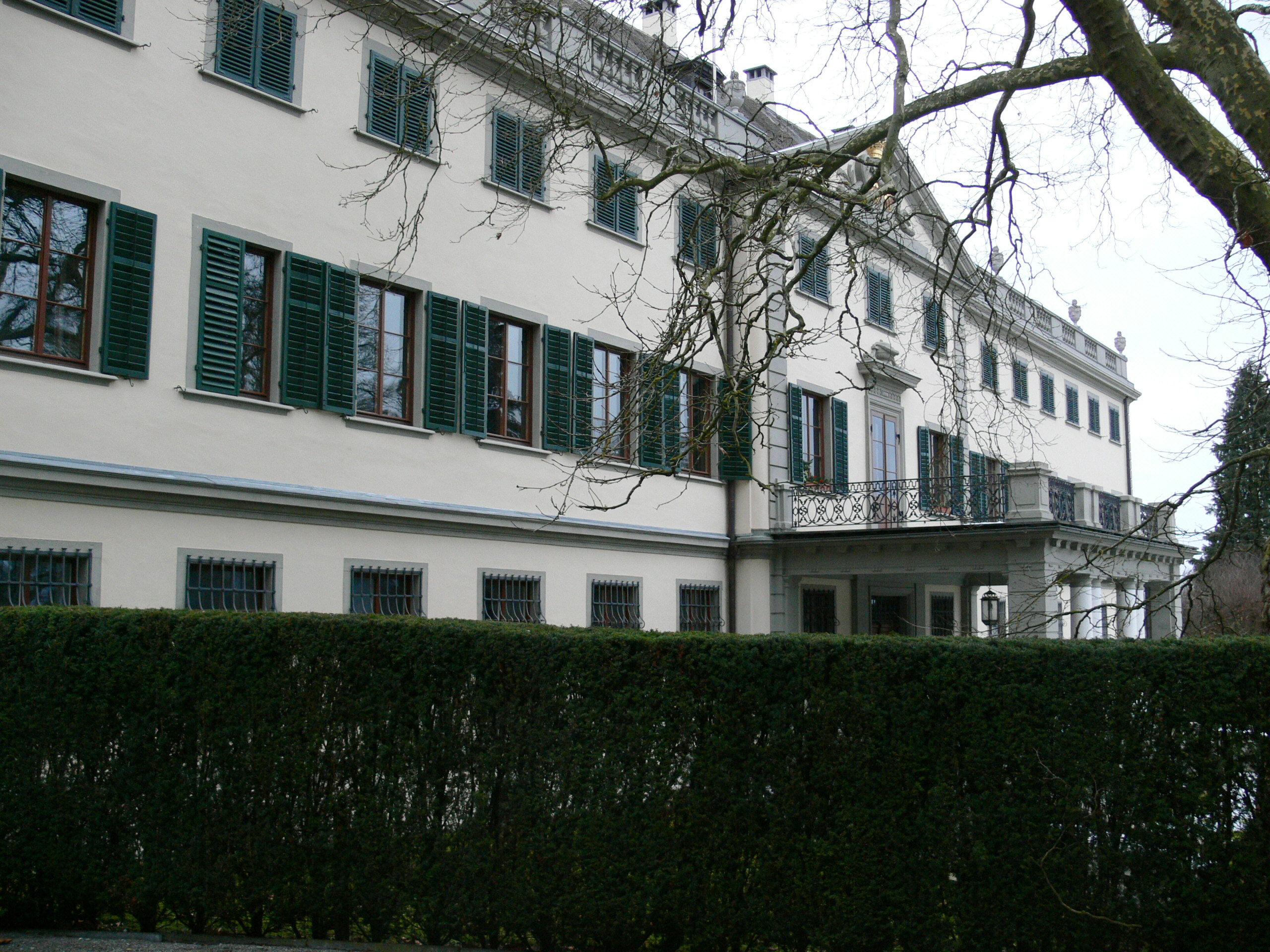
Pałac Panów z Königsegg